# Elezioni regionali in Liguria del 2000
Le elezioni regionali italiane del 2000 in Liguria si sono tenute il 16 aprile. Esse hanno visto la vittoria di Sandro Biasotti, sostenuto dalla Casa delle Libertà, che ha sconfitto il presidente uscente Giancarlo Mori, sostenuto dal centro-sinistra.

## Risultati
| Candidati                                                       | Candidati                                                       | Voti                                                            | %     | Liste                   | Voti    | %     | Seggi |
| --------------------------------------------------------------- | --------------------------------------------------------------- | --------------------------------------------------------------- | ----- | ----------------------- | ------- | ----- | ----- |
|                                                                 | Sandro Biasotti (Per la Liguria) ✔️ Presidente                  | 475 308                                                         | 50,71 | Forza Italia            | 240 789 | 27,27 | 10    |
| Alleanza Nazionale                                              | Sandro Biasotti (Per la Liguria) ✔️ Presidente                  | 475 308                                                         | 50,71 | 90 396                  | 10,24   | 3     |       |
| Lega Nord                                                       | Sandro Biasotti (Per la Liguria) ✔️ Presidente                  | 475 308                                                         | 50,71 | 38 104                  | 4,32    | 1     |       |
| Liguria Nuova - Lista Castellaneta                              | Sandro Biasotti (Per la Liguria) ✔️ Presidente                  | 475 308                                                         | 50,71 | 24 943                  | 2,83    | 1     |       |
| Centro Cristiano Democratico                                    | Sandro Biasotti (Per la Liguria) ✔️ Presidente                  | 475 308                                                         | 50,71 | 22 959                  | 2,60    | 1     |       |
| Cristiani Democratici Uniti                                     | Sandro Biasotti (Per la Liguria) ✔️ Presidente                  | 475 308                                                         | 50,71 | 15 837                  | 1,79    | –     |       |
| Liguria Animalista                                              | Sandro Biasotti (Per la Liguria) ✔️ Presidente                  | 475 308                                                         | 50,71 | 11 984                  | 1,36    | –     |       |
| Partito Pensionati                                              | Sandro Biasotti (Per la Liguria) ✔️ Presidente                  | 475 308                                                         | 50,71 | 6 488                   | 0,73    | –     |       |
| Seggi assegnati alla lista regionale                            | Seggi assegnati alla lista regionale                            | Seggi assegnati alla lista regionale                            | 50,71 | 8                       |         |       |       |
|                                                                 | Giancarlo Mori (Liguria Democratica)                            | 431 743                                                         | 46,07 | Democratici di Sinistra | 231 496 | 26,22 | 9     |
| Partito della Rifondazione Comunista                            | Giancarlo Mori (Liguria Democratica)                            | 431 743                                                         | 46,07 | 57 619                  | 6,53    | 2     |       |
| Partito Popolare Italiano - UDEUR                               | Giancarlo Mori (Liguria Democratica)                            | 431 743                                                         | 46,07 | 37 351                  | 4,23    | 1     |       |
| I Democratici                                                   | Giancarlo Mori (Liguria Democratica)                            | 431 743                                                         | 46,07 | 25 285                  | 2,86    | 1     |       |
| Federazione dei Verdi                                           | Giancarlo Mori (Liguria Democratica)                            | 431 743                                                         | 46,07 | 18 541                  | 2,10    | 1     |       |
| Socialisti Democratici Italiani - Partito Repubblicano Italiano | Giancarlo Mori (Liguria Democratica)                            | 431 743                                                         | 46,07 | 17 284                  | 1,96    | 1     |       |
| Partito dei Comunisti Italiani                                  | Giancarlo Mori (Liguria Democratica)                            | 431 743                                                         | 46,07 | 16 507                  | 1,87    | –     |       |
| Per l'Italia                                                    | Giancarlo Mori (Liguria Democratica)                            | 431 743                                                         | 46,07 | 2 806                   | 0,32    | –     |       |
| Seggio assegnato al candidato presidente classificatosi secondo | Seggio assegnato al candidato presidente classificatosi secondo | Seggio assegnato al candidato presidente classificatosi secondo | 46,07 | 1                       |         |       |       |
|                                                                 | Mario Tarantini                                                 | 24 168                                                          | 2,58  | Lista Emma Bonino       | 20 962  | 2,37  | –     |
|                                                                 | Irene Menghini                                                  | 6 028                                                           | 0,64  | Partito Umanista        | 3 473   | 0,39  | –     |
| Totale                                                          | Totale                                                          | 937 247                                                         | 100   |                         | 882 824 | 100   | 40    |

## Consiglieri eletti
| Collegio           | Lista                                                           | Eletto                 |
| ------------------ | --------------------------------------------------------------- | ---------------------- |
| Collegio regionale | Per la Liguria                                                  | Sandro Biasotti        |
| Collegio regionale | Per la Liguria                                                  | Maria Ceppellini Novi  |
| Collegio regionale | Per la Liguria                                                  | Rinaldo Magnani        |
| Collegio regionale | Per la Liguria                                                  | Eugenio Minasso        |
| Collegio regionale | Per la Liguria                                                  | Vittorio Adolfo        |
| Collegio regionale | Per la Liguria                                                  | Domenico Barci         |
| Collegio regionale | Per la Liguria                                                  | Guido Bonino           |
| Collegio regionale | Per la Liguria                                                  | Mario Di Spigna        |
| Collegio regionale | Liguria Democratica                                             | Giancarlo Mori         |
| Genova             | Democratici di Sinistra                                         | Luigi Cola             |
| Genova             | Democratici di Sinistra                                         | Paolo Perfigli         |
| Genova             | Democratici di Sinistra                                         | Rossella D'Acqui       |
| Genova             | Democratici di Sinistra                                         | Giacomo Ronzitti       |
| Genova             | Democratici di Sinistra                                         | Ubaldo Benvenuti       |
| Genova             | Forza Italia                                                    | Mario Maggi            |
| Genova             | Forza Italia                                                    | Giovanni Macchiavello  |
| Genova             | Forza Italia                                                    | Nicola Abundo          |
| Genova             | Forza Italia                                                    | Roberto Levaggi        |
| Genova             | Forza Italia                                                    | Ernesto Valenziano     |
| Genova             | Alleanza Nazionale                                              | Gianni Plinio          |
| Genova             | Alleanza Nazionale                                              | Gianfranco Gadolla     |
| Genova             | Partito della Rifondazione Comunista                            | Marco Nesci            |
| Genova             | Liguria Nuova                                                   | Sergio Castellaneta    |
| Genova             | Lega Nord                                                       | Francesco Bruzzone     |
| Genova             | Partito Popolare Italiano - Udeur                               | Massimiliano Costa     |
| Genova             | I Democratici                                                   | Giovanni Paladini      |
| Genova             | Centro Cristiano Democratico                                    | Fabio Broglia          |
| Genova             | Federazione dei Verdi                                           | Romolo Benvenuto       |
| Genova             | Socialisti Democratici Italiani - Partito Repubblicano Italiano | Fabio Morchio          |
| Imperia            | Forza Italia                                                    | Franco Amoretti        |
| Imperia            | Forza Italia                                                    | Piero Giardino         |
| Imperia            | Democratici di Sinistra                                         | Fulvio Vassallo        |
| Imperia            | Alleanza Nazionale                                              | Massimiliano Iacobucci |
| La Spezia          | Democratici di Sinistra                                         | Moreno Veschi          |
| La Spezia          | Forza Italia                                                    | Luigi Morgillo         |
| La Spezia          | Partito della Rifondazione Comunista                            | Arturo Fortunati       |
| Savona             | Forza Italia                                                    | Franco Orsi            |
| Savona             | Forza Italia                                                    | Angelo Barbero         |
| Savona             | Democratici di Sinistra                                         | Nicolò Alonzo          |
| Savona             | Democratici di Sinistra                                         | Valeria Cavallo        |